# نادي الرمثا
نادي الرمثا الرياضي هو نادٍ رياضي من الرمثا، الأردن. تأسس في 23 أبريل 1966، ويلعب الآن في الدوري الأردني الممتاز لكرة القدم. أول مرة لعب فيها في الدوري الممتاز كانت عام 1977، وفاز به لأول مرة عام 1981 وبعد ذلك في عام 1982وفاز به ثالث مرة عام 2021. يلقب النادي باسم (غزلان الشمال).
توج الرمثا بطلاً للدوري الأردني ثلاث مرات، وكأس الأردن مرتين، ودرع الاتحاد خمسة مرات، وكأس الكؤوس مرتين. كما حلّ وصيفاً لكأس الأردن 9 مرات، ووصيفاً لكأس الكؤوس 7 مرات. واستطاع في عام 1991 الحصول على المركز الثالث في البطولة الآسيوية لأندية أبطال الكؤوس.

## البداية والتأسيس
تأسس نادي الرمثا في عام 1966 بعد أن تداعت مجموعة من رجالات الرمثا المعروفين لإنشاء أول نادي رياضي في المدينة لاحتضان طاقات الشباب وتفجير مواهبهم الكروية فالجميع يلعب كرة القدم في الرمثا ولا تنافسها لعبة أخرى. وضمت لهيئة التأسيسية للنادي كل من عددا من أبناء الرمثا منهم زيد الفواز الزعبي وحسن نواف السريحين وعلي محمود عزايزه ومحمد عوض سمارة الزعبي وإسماعيل داوود الزعبي وخالد الكراسنه وعبد الله عايد منايصة وعلي خميس الزعبي.
وتم تعيين أول لجنة مؤقتة لتسير امور النادي لمدة 6 أشهر برئاسة زيد الفواز الزعبي وجرت أول انتخابات إدارية للنادي في عام 1967 وتم انتخاب عبد الحليم سماره الزعبي كأول رئيس منتخب للنادي لحين استقالته في 17/12/2018، وفي 6 آذار لعام 2019 تم انتخاب رائد النادر الزعبي كثاني رئيس منتخب بعد عبد الحليم سمارة الزعبي.

## رؤساء النادي
| # | الاسم                   | الفترة      | المدة   | المسمى          | ملاحظات |
| - | ----------------------- | ----------- | ------- | --------------- | ------- |
| 1 | زيد فواز الزعبي         | 1966 -      | 6 أشهر  | رئيس لجنة مؤقتة |         |
| 2 | عبد الحليم سماره الزعبي | 1967- 2018  | 51 سنة  | رئيس النادي     |         |
| - | عاكف الزعبي             | 2018-2018   |         | رئيس لجنة مؤقتة | 6 اشهر  |
| 3 | رائد النادر الزعبي      | 2018 - 2021 | 4 سنوات | رئيس النادي     |         |
| - | عوني علي الزعبي         | 2021 -2021  | 7 اشهر  | رئيس لجنة مؤقتة | 6 اشهر  |
| 4 | خالد الزعبي             |             |         |                 |         |

## الإنجازات

### البطولات المحلية
- الدوري الأردني الممتاز: 1981,1982,2021
- كأس الأردن: 1990/91، 1991/92
- درع الاتحاد الأردني: 1989، 1990، 1993، 1996، 2001
- كأس الكؤوس الأردني: 1983، 1990، 2022

### البطولات الآسيوية
- المركز الثالث بطولة آسيا لأندية أبطال الكأس:1991

### بطولات أخرى
- بطولة نادي الرمثا الكروية:1992
- بطولة كأس الاستقلال الكروية:2001

## المشاركات الخارجية
يعتبر الرمثا، أول فريق أردني يشارك في نهائيات الأندية العربية أبطال الكؤوس، وفي العام 1993 حصل على المركز الثالث في بطولة الأندية الآسيوية أبطال الكؤوس الحادية عشرة، بعدما حقق نتائج كبيرة وأخرج فرقا عريقة في طريق بلوغه للدور قبل النهائي، فبدأ بالاهلي البحريني الذي تعادل معه في المنامة 1-1 وهزمه في إربد 2-1، ثم أخرج بانياس الإماراتي “0-0 و 3-2″، واتبعه ظفار العُماني بعد الفوز عليه 1-0 في إربد والتعادل معه 1-1 في مسقط، ثم أمام فريق نادي ملفان الإيراني فتعادل معه في طهران 1-1 وسط هتافات أكثر من 60 ألف مشجع ازروا الفريق الإيراني انذاك، ثم تعادل معه في إربد بدون أهداف في المباراة الشهيرة التي شهدت امطارا غزيرة ملأت ستاد الحسن، وفي مباراة الدور قبل النهائي خرج على يد النصر السعودي 0-1 في إربد و 1-2 في الرياض.
كما شارك الرمثا في بطولة الأندية الآسيوية العام 2000، وخرج من الدور الأول بخسارته أمام السالمية الكويتي في عمان 0-1 وتعادله معه في الكويت 2-2، وشارك في بطولة كأس الاتحاد الآسيوي موسم 2014 وحقق نتائج جيدة. 

## الديربي
يطلق لقب ديربي الشمال على المباراة التي تجمع نادي الرمثا مع نادي الحسين (في مدينة اربد) حيث يعد الناديان من أقو ى الاندية في مناطق شمال الأردن، وتقام المباريات غالبا في ملعب مدينة الحسن الرياضية في مدينة اربد. كما يخوض الرمثا مباراة أخرى مع النادي في نفس المدينة وهو نادي اتحاد الرمثا بما قد يطلق عليه ديربي الرمثا

## الجيل الذهبي
غازي الياسين، حسين الشقران، محمود الجرّاح، عمر أيوب، سامي السعيد، هاني الحمزة، زيد الشرع، أحمد شناينة، ناجح ذيابات، راتب الداود، خالد الشرقاوي، محمد العرسان، عمر مخادمة، وليد الشقران، محمود الخب، جمال الرشدان، عبد المجيد سماره، محمد الخزعلي، بلال اللحام، بسام العزايزه، فايز بديوي، خالد الزعبي، خالد العقوري، سليم الذيابات

## الجيل الفضّي
أحمد أبو ناصوح، رائد السلمان، فلاح السلمان، محمود العواقلة، هشام المخادمة، منصور العزايزة، محمد البلاسمة، عيسى العزايزة، فريد الشناينة، بدران الشقران، خالد قويدر، ليث الدردور، أحمد الداود، حسين الشناينة، مراد الحوراني، وسيم البزور، حسام الدردور، خلدون كراسنة، موفق أبو هضيب، قصي درايسة، خالد الشرقاوي.

## الجيل البرونزي الجديد
فايز الزعبي، عبد الله الزعبي، يزن الزحراوي، مراد ذيابات، إبراهيم السقار، ضياء الذيابات، مزيد العزايزة، ثائر العزايزه، عمر غازي، عمر الزعبي، عادل أبو هضيب، سليمان السلمان، داوود أبو القاسم، رمي سمارة، علي قدوره، ناجي بشابشة، محمد الزعبي، طارق المصري، جمال الرشدان، معتصم قويدر، أمجد العرسان، حمزة الدردور، أحمد ناجي سمارة، ركان الخالدي، مهند الضايع

## مدربو النادي
تعاقب على تدريب النادي عدد من المدربين والعرب ومن يوغسلافيا منهم 
- بول كمنج - إنجلترا
- جورج بلوس - اسكتلندا
- اديسون - البرازيل
- مكسيموفتش، نيوبتشا - يوغسلافيا
- من العراق مجبل فرطوس
- سعد حمزة
- كاظم ناصر
- عادل يوسف
- احمد صبحي
- امين فيلب في 2021

## اللجنة المؤقتة 2021
تم في مارس 2021، الاعلام عن تشكيل لجنة مؤقتة لادارة شؤون نادي الرمثا برئاسة المحامي عوني الزعبي وعضوية أحمد عيسى سمارة، ومحمد مفلح الزعبي، ومحمد الخزعلي ومحمد أحمد ذيابات. وذلك بعد انتهاء الفترة القانونية للإدارة الحالية التي انتهى عملها رسميا مطلع شهر مارس 2021.

## معرض الصور

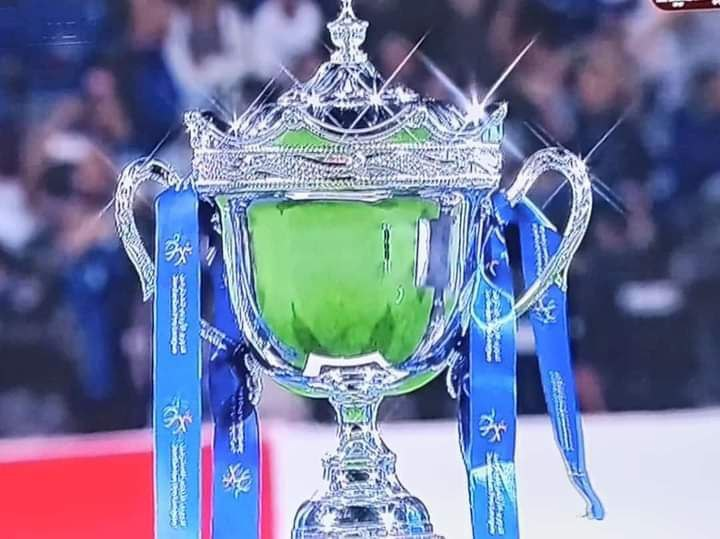
كأس الدوري الاردني لعام 2021
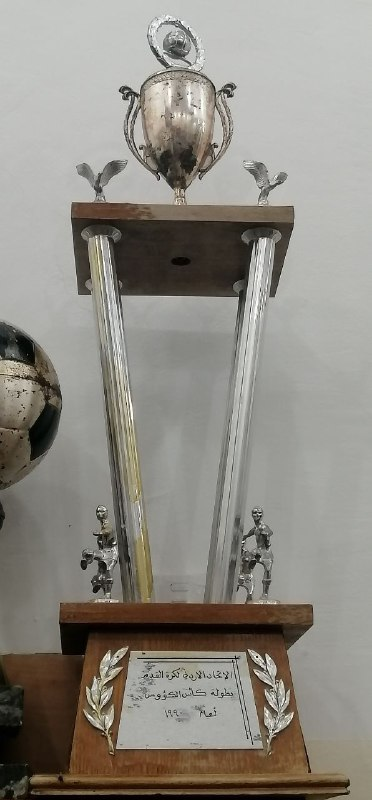
كاس الكؤوس الأردني 1983
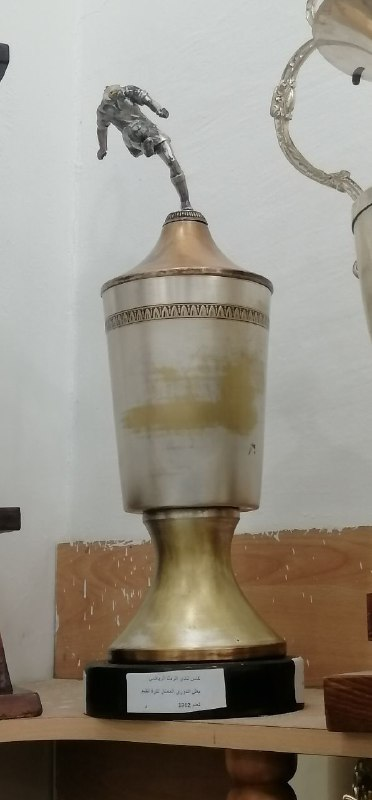
كاس الدوري الأردني لعام 1981
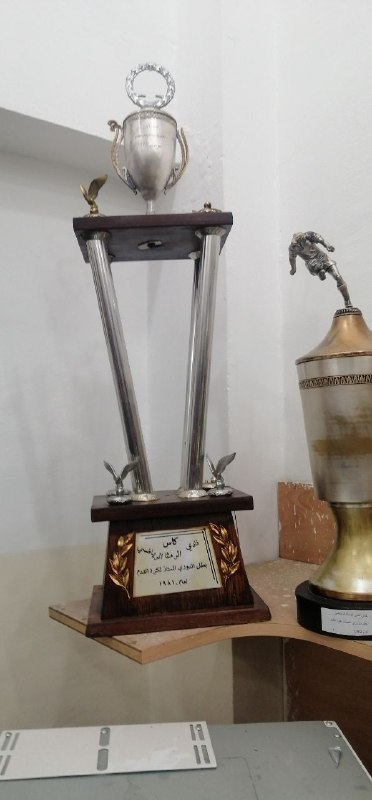
كاس الدوري الأردني لعام 1982
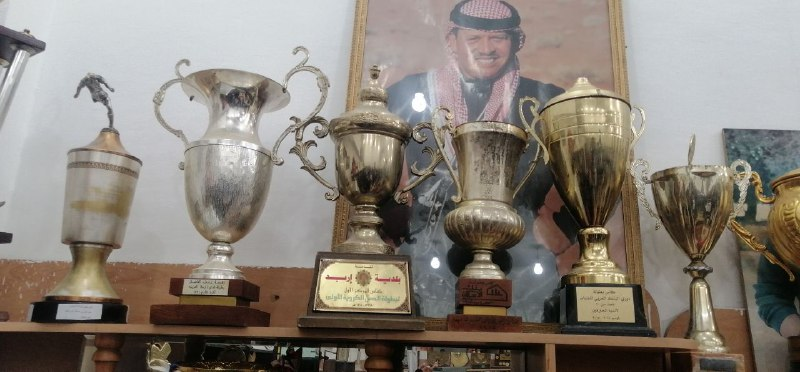
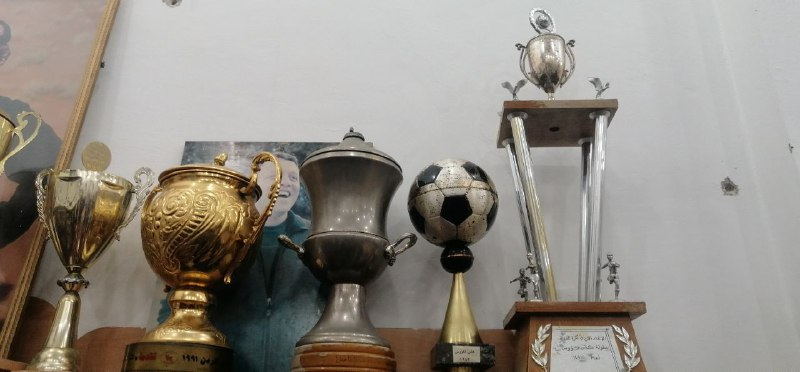
مجموعة من كؤوس البطولات التي حصل عليها نادي الرمثا من تأسيسه بكافة الفات
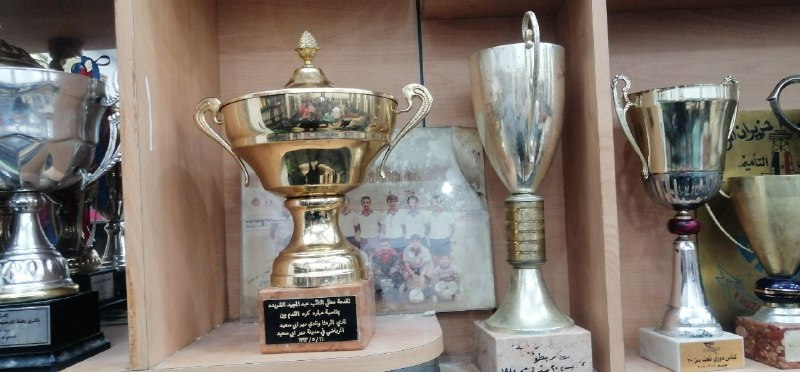
مجموعة من كؤوس البطولات التي حصل عليها نادي الرمثا منذ تأسيسه بكافة الفات
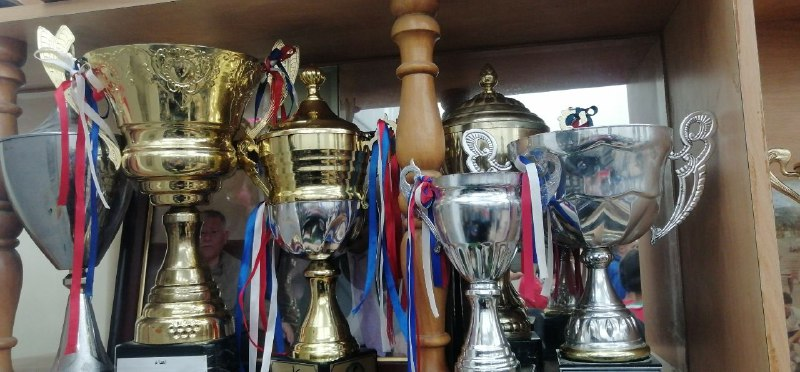
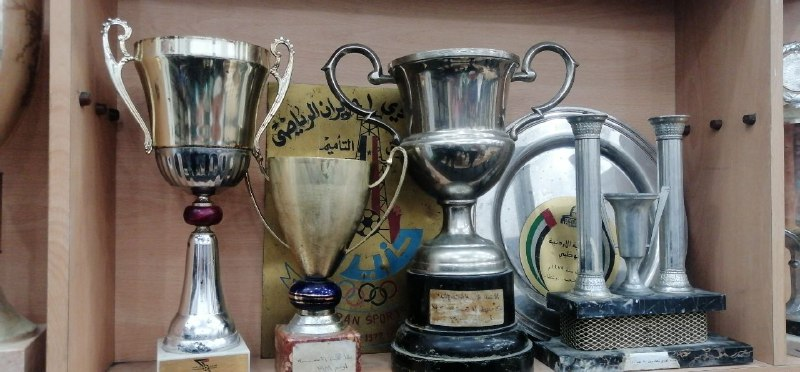
مجموعة من كؤوس البطولات التي حصل عليها نادي الرمثا منذ تأسيسه بكافة الفات

## روابط خارجية
- موقع حبر - الرمثا: كرنفال شعبي لكرة القدم

## وصلات خارجية
- الموقع الرسمي
- نادي الرمثا في موقع كورة